# Station Nowa Cerekwia
Station Nowa Cerekwia is een spoorwegstation in de Poolse plaats Nowa Cerekwia.